# کلر دینز
کِلِر کاترین دِینز (به انگلیسی: Claire Catherine Danes) (زاده ۱۲ آوریل ۱۹۷۹)، بازیگر آمریکایی تئاتر، تلویزیون و سینماست. وی بازیگر  چندین نقش، از جمله  آنجلا کیس در سریال به اصطلاح زندگی من، ژولیت در رومئو + ژولیت اثر باز لورمن، یوین در گرد ستاره و کیت بروستر در نابودگر ۳: خیزش ماشین‌ها بوده‌است. از بازی‌های درخشان او می‌توان به تمپل گراندین در سریالی به‌همین نام از شبکه اچ‌بی‌او اشاره کرد، که برای آن، جایزهٔ اِمی گرفت. او همچنین بازیگر نقش کِری مَتیسون در سریال هوملند برای شبکهٔ شوتایم است.

## زندگی
کلر دینز در منهتن نیویورک، زاده‌شد مادرش، کارلا، که بعدها مدیربرنامه‌اش شد کارهایی مانند نقاشی و پرستاری می‌کرد. پدرش، کریسوف دینز  متخصص رایانه و طراح عکس است. دینز، آنگلوساکسون سفیدپوست پروتستان است. پدربزرگش، گیبسون اندرو دینز، که ۱۹۱۰ تا ۱۹۹۹۰ در لیچفید کنکتیکت می‌زیسته، استاد معماری در دانشگاه ییل بود. کلیر دینز، برادری بزرگتر به نام آسا (زاده ۱۹۷۳) دارد.
دینز در نوجوانی، در آموزشگاه هنرهای نمایشی حرفه‌ای، مدرسه دالتون در منهتن نیویورک، و سپس دبیرستان فرانسوی لس‌آنجلس در کالیفرنیا درس خواند. او، ۱۹۹۸ به دانشگاه ییل، محل تدریس پدرش رفت. توصیه‌نامه‌اش به دانشگاه را الیور استون نوشت. بعد از دو سال تحصیل در کارشناسی ارشد روان‌شناسی، تحصیل را به‌قصد تمرکز بر حرفه سینمائیش رها کرد.
دینز عروس فیلسوف بریتانیایی جاناتان دنسی است. در جریان حضور در برنامه نمایش دیرهنگام با کریگ فرگوسن به او اشاره کرد، و دنسی به‌عنوان مهمان در آن برنامه (۱ آوریل ۲۰۱۰) شرکت کرد.

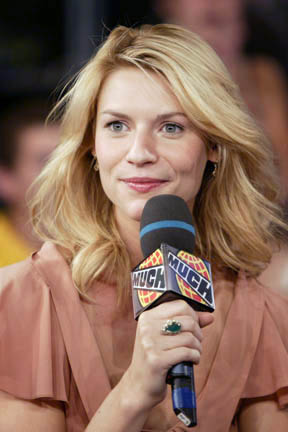
کلر دینز در تورنتو, 2007

## تلویزیون
کلر دینز هنرپیشه میهمان در سریال نظم و قانون در قسمت پوست عمیق بود. او همچنین در قسمت  آنچه هایدی لیتر گفت از سریال زندگی‌نامه: خانواده‌ها در جنایت از اچ‌بی‌او، بازی کرد. ۱۹۹۴، که ۱۵ سال داشت، در نقش آنجلا کیس پانزده‌ساله در سریال درام به اصطلاح زندگی من ظاهر شد که برای آن، برندهٔ گلدن گلاب و نامزد امی شد. پخش این سریال، بعد از ۱۹ قسمت، ادامه نیافت.
در سال ۲۰۱۰، دینز در تمپل گراندین، بازیگر نقش تمپل گراندین که اوتیست است، بود؛ و برندۀ اِمی بهترین بازیگر زن نقش اصلی در سریال کوتاه یا فیلم، و گلدن گلاب ۲۰۱۱ بهترین بازیگر زن در سریال کوتاه یا فیلم تلویزیونی شد. این فیلم، با نقدهای مثبت روبه‌رو شد و خود تمپل گراندین از فیلم تعریف کرد.
در سال ۲۰۱۰، دینز در پایلوت سریالی از شبکهٔ شوتایم به‌نام هوملند، نقش مأموری از سازمان سیا که به یک اسیر جنگی مشکوک می‌شود بازی کرد. دیگر بازیگران این پایلوت، مندی پتینکین و دیمین لوئیس بودند.

## فیلم

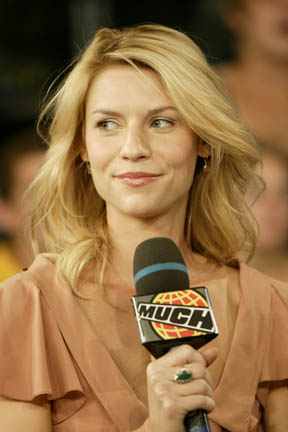
کلر دینز

پس از لغو شدن مجموعهٔ آنچه من زندگی می‌نامم، دینز به بازی در فیلم روی آورد. ۱۹۹۴، او در نقش الیزابت مارس در فیلم اقتباسی زنان کوچک، در کنار کیریستن دانست، وینونا رایدر، سامانتا ماتیس و سوزان ساراندون بازی کرد. وی همچنین در نقش دخترِ هالی هانتر در خانه‌ای برای تعطیلات به کارگردانی جودی فاستر، نیز ظاهر شد. دینز، در سال ۱۹۹۵، در فیلم دوستت دارم، دوستت ندارم مقابل ژن مورو و جود لا به بازی پرداخت. بازی بعدی‌اش در به جولیان در ۳۷ سالگی‌اش در نقش راشل بود.
دینز، نخستین بار، در سال ۱۹۹۶ در نقش اول فیلمی بازی کرد. او در نقش ژولیت کاپولت در فیلمی از باز لورمن، ۱۹۹۶، به نام رومئو + ژولیت ظاهر شد. وی در این فیلم با لئوناردو دی‌کاپریو، در نقش رومئو مانتاگو، هم‌بازی بود. همان سال اعلام شد که او بازی در نقش اول  تایتانیک را رد کرده‌است. دینز بعدها در اظهارنظری گفت که به وی پیشنهاد نقشی در این فیلم نشده بود.

## فیلم‌شناسی
| فیلم     | فیلم                             | فیلم                | فیلم |
| سال      | فیلم                             | نقش                 | نکات |
| -------- | -------------------------------- | ------------------- | --- |
| ۱۹۹۴     | زنان کوچک                        | بت مارس             | نامزد شده در- انجمن منتقدان فیلم شیکاگو برای بهترین بازیگر زن نقش پشتیبان ، انجمن منتقدان فیم شیکااگو برای امیدوارانه‌ترین بازیگر زن، جوایز بازیگران جوان برای بهترین اجرا توسط یک بازیگر جوان |
| ۱۹۹۵     | چطور یک لحاف آمریکایی را می‌سازند | گلید جو کلیری       | |
| ۱۹۹۵     | خانه‌ای برای تعطیلات              | کیت لارسن           | نامزده شده برای- جوایز بازیگران جوان برای بهترین فیلم |
| ۱۹۹۶     | دوستت دارم، دوستت ندارم          | دیزی/نانای جوان     | |
| ۱۹۹۶     | رومئو + ژولیت                    | ژولیت کاپولت        | جوایز بلاکباستر، برای مجبوب‌ترین هنرپیشهٔ زن- رمانتیک منتقدان فیلم لندن، برای بهترین بازیگر زن سال جوایز ام‌تی‌وی، برای بهترین اجرا بازیگر زن جوایز بازیگران جوان برای بازیگر جوان در فیلم درام جوایز ام‌تی‌وی برای بهترین بوسه (به همراه لئوناردو دی‌کاپریو) جایزه‌ام‌تی‌وی برای بهترین بازی مشترک (به همراه لئوناردو دی‌کاپریو) |
| ۱۹۹۶     | به جیلیان در جشن تولد ۳۷ سالگی‌اش | راشل لویس           | برنده برای بازی در- جوایز بازیگران جوان برای بازیگر جوان دربهترین فیلم - نقش پشتیبان |
| ۱۹۹۷     | شاهزاده مونونوکه                 | سان (صدا)           | |
| ۱۹۹۷     | دور برگردان                      | جنی                 | |
| ۱۹۹۷     | دلال بیمه                        | کلی ریکر            | نامزدشده برای- جوایز سرگرمی بلاکباستر برای بهترین بازیگر پشتیبان زن - در درام |
| ۱۹۹۸     | بینوایان                         | کوزت                | |
| ۱۹۹۸     | عروسی لهستانی                    | هالا                | |
| ۱۹۹۹     | جوخه مد                          | جولی بارتز          | |
| ۱۹۹۹     | قصر ویران‌شده                     | آلیس مارانو         | |
| ۲۰۰۲     | ایگبی به پایین می‌رود             | سوکی ساپرستین       | |
| ۲۰۰۲     | ساعت‌ها                           | جولیا واگن          | نامزدشده برای- انجمن منتقدان فونیکس، برای بهترین بازیگر |
| ۲۰۰۳     | همه چیز دربارهٔ عشق است           | النا                | |
| ۲۰۰۳     | خشم در دریاچه آرام               | دختر حاضر در سمینار | |
| ۲۰۰۳     | نابودگر ۳: خیزش ماشین‌ها          | کیت بروستر          | |
| ۲۰۰۴     | جایگاه زیبایی                    | ماریا               | |
| ۲۰۰۵     | دختر فروشنده                     | میرابلا باترسفیلد   | نامزدشده برای- جوایز ستلایت، برای بهترین بازیگر زن- فیلم کمدی یا موزیکال انجمن منتقدان فیلم سنت لوییس، برای بهترین بازیگر زن |
| ۲۰۰۵     | خانواده استون                    | جولی مورتون         | |
| ۲۰۰۷     | بعد از ظهر                       | جوانیِ آن            | |
| ۲۰۰۷     | گرد ستاره                        | یوین                | |
| ۲۰۰۷     | گله                              | آلیسون              | |
| ۲۰۰۸     | من و اورسن ولز                   | سونجا جونز          | |
| ۲۰۱۷     | خرس بریگزبی                      | امیلی               | |
| ۲۰۱۸     | کودکی مانند جیک                  | الکس                | |
| تلویزیون |                                  |                     | |
| سال      | عنوان                            | نقش                 | نکات |
| ۱۹۹۲     | نظم و قانون                      | تریسی براندت        | قسمت: «پوست عمیق» |
| ۱۹۹۴     | زندگی‌نامه: خانوادها در جنایت     | کتی لیتر            | قسمت: «بیش از دوستان: خروج هیادی لیتر» |
| ۱۹۹۴     | به اصطلاح زندگی من               | آنجلا کیس           | ۱۹۹۴–۱۹۹۵(۱۹ قسمت) جایزه گلدن گلاب، برای بهترین بازیگر زن در مجموعه درام تلویزیونی جایزهٔ امی، برای بهترین بازیگر نقش اصلی |
| ۲۰۱۰     | تمپل گراندین                     | تمپل گراندین        | جایزهٔ امی، برای بهترین بازیگر نقش اصلی در مجموعهٔ کوتاه یا فیلم تلویزیونی |
| ۲۰۱۱     | میهن                             | کری متیسون          | |
| تئاتر    |                                  |                     | |
| سال      | عنوان                            | نقش                 | نکات |
| ۲۰۰۰     | تک‌گویی‌های واژن                   |                     | تئاتر وست‌ساید |
| ۲۰۰۵     | کریستین اولسن: مدل آمریکایی      | کریستینا اولسن      | فضای اجرای ۱۲۲ |
| ۲۰۰۷     | ادیث و جنی                       | ادیث                | فضای اجرای ۱۲۲ |
| ۲۰۰۷     | پیگمالیون                        | الزا دولیتل         | تئاتر خطوط هوایی آمریکای اکتبر۱۸، ۲۰۰۷ – ۱۶ دسامبر، ۲۰۰۷ |

## نامزدی و جوایز
| سال  | جایزه                                    | دسته                                                             | عنوان اثر               | نتیجه    |
| ---- | ---------------------------------------- | ---------------------------------------------------------------- | ----------------------- | -------- |
| ۱۹۹۴ | جوایز گلدن گلوب                          | بهترین مجموعه درام در تلویزیون                                   | آنچه من زندگی می‌نامم    | پیروز    |
| ۱۹۹۴ | جایزه امی برای برنامه‌های تلویزیونی سر شب | بهترین بازیگر اصلی زن در مجموعه درام                             | آنچه من زندگی می‌نامم    | نامزدشده |
| ۱۹۹۴ | جوایز هنرمند جوان                        | بهترین بازیگر جوان در مجموعه تلویزیونی                           | آنچه من زندگی می‌نامم    | پیروز    |
| ۱۹۹۴ | انجمن منتقدان فیلم شیکاگو                | بهترین بازیگر نقش مکمل زن                                        | زنان کوچک               | نامزدشده |
| ۱۹۹۴ | انجمن منتقدان فیلم شیکاگو                | انجمن منتقدان فیلم شیکاگو                                        | زنان کوچک               | نامزدشده |
| ۱۹۹۴ | جوایز هنرمند جوان                        | بهترین بازیگر جوان در یک فیام                                    | زنان کوچک               | نامزدشده |
| ۱۹۹۵ | جوایز هنرمند جوان                        | بهترین بازیگر جوان نقش اصی                                       | تعطیلات در خانه         | نامزدشده |
| ۱۹۹۶ | جوایز بلکباستر                           | برای بازیگر مجبوب-رمانس                                          | رومئو + ژولیت           | پیروز    |
| ۱۹۹۶ | حلقه منتقدان فیلم لندن                   | بهترین بازیگر زن سال                                             | رومئو + ژولیت           | پیروز    |
| ۱۹۹۶ | جوایز فیلم ام‌تی‌وی                        | بهترین اجرای بازیگر زن                                           | رومئو + ژولیت           | پیروز    |
| ۱۹۹۶ | جوایز هنرمند جوان                        | بهترین اجرا از بازیگر زن جوان در فیلم درام                       | رومئو + ژولیت           | پیروز    |
| ۱۹۹۶ | جوایز فیلم ام‌تی‌وی                        | بهترین بوسه به همراه لئوناردو دی‌کاپریو                           | رومئو + ژولیت           | نامزدشده |
| ۱۹۹۶ | جوایز فیلم ام‌تی‌وی                        | بهترین اجرای دوتایی در فیلم                                      | رومئو + ژولیت           | نامزدشده |
| ۱۹۹۶ | جوایز هنرمند جوان                        | بهترین بازیگر جوان برای بازی در فیلم دیده‌شده- بازیگر نقش مکمل    | به جولیان در ۳۷ سالگی‌اش | پیروز    |
| ۱۹۹۷ | جوایز بلکباستر                           | بهترین بازیگر زن در نقش مکمل- در مجموعه درام                     | دلال بیمه               | نامزدشده |
| ۲۰۰۲ | جامعه منتقدان فیلم فونیکس                | بهترین بازیگر                                                    | ساعت‌ها                  | نامزدشده |
| ۲۰۰۲ | جوایز بازیگران گیلد اسکرین               | بهترین اجرا توسط یک بازیگر در فیلم                               | ساعت‌ها                  | نامزدشده |
| ۲۰۰۵ | جوایز ساتلایت                            | بهترین بازیگر زن- برای فیلم موزیکال یا کمدی                      | دختر خریدار             | نامزدشده |
| ۲۰۰۵ | انجمن منتقدان فیلم سنت لویی گیت‌وی        | بهترین بازیگر زن                                                 | دختر خریدار             | نامزدشده |
| ۲۰۱۰ | جایزه امی برای برنامه‌های تلویزیونی سر شب | بهترین بازیگر زن در مجموعه کوتاه یا فیلم تلویزیونی               | تمپل گراندین            | پیروز    |
| ۲۰۱۰ | جوایز ساتلایت                            | بهترین بازیگر زن- مجموعه تلویزیونی یا مجموعه کوتاه               | تمپل گراندین            | پیروز    |
| ۲۰۱۰ | جوایز گلدن گلوب                          | بهترین بازیگر زن-مجموعه تلویزیونی یا مجموعه کوتاه                | تمپل گراندین            | پیروز    |
| ۲۰۱۰ | جوایز بازیگران گیلد اسکرین               | بهترین اجرا توسط بازیگر زن در مجموعه تلویزیونی یا مجموعه کوتاه   | تمپل گراندین            | پیروز    |
| ۲۰۱۱ | جوایز منتقدان فیلم تلویزیونی             | بهترین بازیگر مجموعه درام                                        | هوملند                  | پیروز    |
| ۲۰۱۱ | جوایز گلدن گلوب                          | بهترین بازیگر زن- مجموعه تلویزیونی درام                          | هوملند                  | پیروز    |
| ۲۰۱۱ | جوایز تلیویزونی پافتج                    | بهترین بازیگر زن در مجموعه تلویزیونی درام                        | هوملند                  | پیروز    |
| ۲۰۱۱ | جایزه امی برای برنامه‌های تلویزیونی سر شب | بهترین بازیگر زن در مجموعه درام                                  | هوملند                  | پیروز    |
| ۲۰۱۱ | جوایز ساتلایت                            | بهترین بازیگر زن- مجوعه تلویزیونی درام                           | هوملند                  | پیروز    |
| ۲۰۱۱ | جوایز تی‌سی‌ای                             | بهترین دستاورد انفرادی در درام                                   | هوملند                  | پیروز    |
| ۲۰۱۲ | جوایز گلدن گلوب (هفتادمین دوره)          | بهترین بازیگر زن- مجموعه تلویزیونی درام                          | هوملند                  | پیروز    |
| ۲۰۱۲ | جوایز انتخاب منتقدان تلویزیون            | جوایز انتخاب منتقدان تلویزیون برای بهترین بازیگر زن اصلی در درام | هوملند                  | پیروز    |
| ۲۰۱۲ | جوایز تی‌سی‌ای                             | جایزه تی‌سی‌ای برای بهترین دستاورد در درام                         | هوملند                  | پیروز    |
| ۲۰۱۲ | جایزه امی اول وقت (۶۴ام)                 | جایزه امی برای بهترین بازیکر زن نقش اول در مجموعه درام           | هوملند                  | پیروز    |
| ۲۰۱۲ | جوایز ساتلایت                            | جایزه ساتلایت برای بهترین بازیگر زن در مجموعه تلویزیونی درام     | هوملند                  | پیروز    |
| ۲۰۱۳ | جوایز گلدن گلوب                          | جایزه گلدم گلوب برای بهترین بازیگر زن - مجموعه درام              | هوملند                  | پیروز    |
| ۲۰۱۳ | جوایز بازیگران گیلد اسکرین               | بهترین اجرا توسط یک بازیگر زن در مجموعه درام                     | هوملند                  | پیروز    |